# Aceroides sedovi
Aceroides sedovi är en kräftdjursart som beskrevs av Gurjanova 1946. Aceroides sedovi ingår i släktet Aceroides och familjen Oedicerotidae. Inga underarter finns listade i Catalogue of Life.